# اچ‌ام‌اس هاو (۱۸۰۵)
اچ‌ام‌اس هاو (۱۸۰۵) (به انگلیسی: HMS Howe (1805)) یک کشتی بود که طول آن ۱۵۰ فوت (۴۵٫۷ متر) بود. این کشتی در سال ۱۷۹۹ ساخته شد.